# Рубинея
Рубинея (порт. Rubinéia)  —  муниципалитет в Бразилии, входит в штат Сан-Паулу. Составная часть мезорегиона Сан-Жозе-ду-Риу-Прету. Входит в экономико-статистический  микрорегион Жалис. Население составляет 2895 человек на 2006 год. Занимает площадь 234,381 км². Плотность населения — 12,4 чел./км².

## Статистика
- Валовой внутренний продукт на 2003 составляет 18.967.612,00 реалов (данные: Бразильский институт географии и статистики).
- Валовой внутренний продукт на душу населения на 2003 составляет 6.854,94 реалов (данные: Бразильский институт географии и статистики).
- Индекс развития человеческого потенциала на 2000 составляет 0,788  (данные: Программа развития ООН).